# Hissène Habré
Hissène Habré (arab:حسين حبري Husain Ḥabrī ) (Faya-Largeau, 1942. augusztus 13. – Dakar, Szenegál, 2021. augusztus 24.) csádi katonatiszt, politikus, diktátor. 1982 és 1990 között vezette a közép-afrikai országot. Ismertté az embertelen diktatúrája tette. Uralma alatt akár 250–300 000-en is meghalhattak, de pontos adat nincs.
Csád és Közép-Afrika egyik meghatározó vezetője volt. Zűrzavaros időben került hatalomra; a polgárháborúban, a csádi-líbiai konfliktusban és a Toyota-háborúban támogatására sietett Franciaország és az Egyesült Államok.
2016 májusában Szenegálban bíróság elé állították politikai bűnökért, emberi jogok megsértésért, tömeggyilkosságokért és különböző szexuális erőszakok miatt. Ő volt az első csádi államfő, akit életfogytiglani börtönbüntetésre ítéltek embertelen tettek miatt. Életfogytiglani börtönbüntetését Szenegálban töltötte, feltehetően Covid19 fertőzést kapott, és bár átszállították egy dakari magánkórházba, ott 2021. augusztus 24-én meghalt.

## Fiatalkora
Habré 1942-ben született az észak-csádi Faya-Largeau-ban, Francia Egyenlítői-Afrikában szegény pásztor családba. Az általános iskola elvégzése után Franciaországba ment továbbtanulni az École nationale de la France d'Outre-Mer haditengerészeti iskolába. Itt megszerezte ösztöndíját és arra ösztönözte ez, hogy még tovább tanuljon.
A University of Paris II elvégzése után diplomát szerzett politológiából. 1971-ben visszatért a Tombalbaye-vezette Csádba. A Tombalbaye halála után kitörő polgárháború miatt Tripoliba ment, ahol csatlakozott a FROLINAT-hoz (Csádi Felszabadítási Front).
Nagyobb nemzetközi figyelmet akkor kapott, amikor embereivel megtámadta Bardai nevű várost 1974. április 24-én, és túszokat ejtettek: egy orvost és két francia állampolgárt, akiket igen magas összegért elengedtek. Habré Augusto Pinochet csodálójaként "afrikai Pinochet"-nek hívatta magát.

## Hatalomra kerülése és bukása
1978. augusztus 29-én miniszterelnöki pozíciót kapott Féix Malloum kormányában. 1979 februárjában viszont Habré FROLINAT-jával harcba állt a Csádi Nemzeti Hadseregével. Kitört az újabb polgárháború. A harcok hatására és Malloum lemondása miatt az ország kormány nélkül maradt. 1979 novemberében új kormány alakult Goukouni Oueddei vezetésével, ahol Habrél honvédelmi miniszteri tisztséget kapott. A harcok azonban nem álltak meg, így Goukouni Oueddei száműzte Habré-t Szudán Darfúr tartományába.
1982-ben a folyamatos és fárasztó harcok meghozták gyümölcsüket; Habré sikeresen bevonult N'Djamena-ba és ő lett Csád 5-dik elnöke.
Habré rendszerére a durva, keményvonalas egypárti diktatúra volt jellemző. Jellemző volt a hatalommal való visszaélés és az emberi jogok megsértése. Uralma alatt több tízezer embert gyilkoltak, kínoztak és erőszakoltak meg a legváltozatosabb módokon. Jellemző volt a rendszerre a korrupció, a faji alapon történő tisztogatás, a legtöbbször bántalmazott etnikai csoportok a sarák és a zaghawa-k voltak.
Habré létrehozott egy politikai rendőrséget, amit csak Biztonsági Igazgatóságnak nevezett el. Rengeteg politikus és aktivistát tartóztatta le és öltek meg.

### Háború Líbiával (1978-87)
1978-as polgárháborúba Kadhafi Líbiája is beleavatkozott; kezdetben megszállták az ásványi kincsekben gazdag Aouzou-sávot. Franciaország és az Egyesült Államok a diktátor és rezsimje segítségére sietett. Líbia azért avatkozott bele a belharcba, mert korábban Csád és Líbia barátsági és együttműködési szerződést írtak alá, miszerint Líbia közbe avatkozhat, ha az országban kitörne valamilyen háború vagy káosz. Goukounit támogatták Habré ellen. Líbia december 15-én kiszorította a FROLINAT-ot a fővárosból, majd ezután távoztak az országból. Mikor azonban Habré és a támogatói újra megerősödtek akkor a szocialista északi szomszédjuk újra bevonult az Aouzou-sávba, csakhogy most már nem a békét akarták fenntartani, hanem teljes mértékben megszállni Csádot.
A háború 1987-ig tartott, de a líbiai csapatok csak 1988-ban vonultak ki a térségből. A konfliktus egyik híres és utolsó mozzanata volt a Toyota-háború néven elhíresült összecsapás-sorozat. 1987 végére Líbia veresége egyértelművé vált (de csak Franciaország és az Egyesült Államok miatt). Franciaország csak a háború első egy-két évében támogatta a FROLINAT-ot, későbbiekben egyre többször ellenezte Habré visszatámadásait és kegyetlenségeit, végül pedig már nem támogatta logisztikailag és katonailag az afrikai országot.

A két ország azért támogatta Habrét, mert egyfajta bástyaként tekintettek rá az akkor feltörekvő és erősödő szocialista Líbiával szemben. A CIA és az Egyesült Államok támogatást nyújtottak Habré hatalomra kerüléséhez, később segítettek megtartani a hatalmát. A Human Rights Watch nyilvánosságra hozta, hogy az Egyesült Államok tudott Habré kegyetlenségeiről és emberiség-ellenes bűneiről, mégis politikai és katonai támogatást nyújtottak neki a hatalmon maradásához. 
"Vérszomjas zsarnok volt. Igazság volna azt mondani, hogy tudtunk arról, ki és milyen ember, de most úgy döntöttünk, hogy elnézünk felette" – mondta Donald Norland, amerikai politikus és diplomata.
1988-ban a líbiai erők végleg kivonultak a térségből és tűzszünetet kötött a két fél. Habré rezsimje megmenekült.

### Bukása
A háború véget értével – és az eddigi emberi jogokat sértő atrocitások miatt – Habré reputációja még jobban lecsökkent Csádban. A zaghawa például teljes mértékben ellene fordult, ezért 1989-ben újabb mészárlásokat hajtottak végre a népcsoport ellen.
Habré 11 millió dolláros vagyonával menekült Szenegálba, mikor már a népnek – és Idriss Déby-nek is – elege lett az elnyomásból. 1990-ben Déby puccsot hajtott végre. A Human Rights Watch nevű emberjogi szervezete aztán bíróság elé állította Habrét.

## A jogi eljárások

### Bűnei
- Több mint 40 000 embert meggyilkoltak
- 12 000-ret megerőszakoltak vagy abuzáltak
- 200 000 embert kínoztak meg.
- Tömeggyilkosságok és etnikai tisztogatások
- Korrupció

A Human Rights Watch megvádolta Habrét azzal, hogy maga személyesen is részt vett a kínzásokban és az erőszakolásokban. Habré elismerte ezeket a vádakat. Idriss Déby kormánya támogatást nyújtott az ex-elnök ellen. Először a csádi kormány halálra akarta ítélni Habré-t háborús- és emberiség elleni bűncselekmények miatt. Azonban tárgyalások még nem értek véget, így a kivégzést és az ítéletet el kellett halasztani, emiatt Dakkarban háziőrizetben volt.

### Tárgyalási kísérletek
1993 és 2003 között Belgiumban lehetőség nyílt arra, hogy Habré ügyét felülvizsgálják, habár eredményre nem jutottak. 2005-ben folytatódtak a nyomozások és a tárgyalások. 2006. március 17-én az Európai Parlament követelte Szenegáltól, hogy adják ki Habrét. Szenegál először elutasította a követelést. A Csádban tevékenykedő emberjogi szervezetek nagyban helyeselték a kiadatást. Ha kiadták volna Habrét, ő lett volna az első csádi elnök, akit elítélnek háborús- és emberjogi bűncselekményekért.
2010-ben Szenegál beleegyezett abba, hogy egy új bíróságot hozzanak létre az Afrikai Unió és Csád támogatásával. Azonban Szenegál megváltoztatta álláspontját és 2011 májusában kilépett ebből a tervből.
2011. július 8-án bejelentették, hogy Habré-t kiadják Csád kormányának, ám a folyamatot inkább leállították. 2012 decemberében Szenegál beleegyezett egy törvényszék felállításába, a bíráit pedig az Afrikai Unió nevezi ki, így Afrika más országaiból is érkeztek politikusok és jogászok a tárgyalásra. Erre Déby azt mondta: "Ez egy lépés a diktatúra mentes Afrika felé."
2015-ös tárgyalásokon Habré-t gyakran kiabálta: Afrika árulói!, ill. Amerika bérencei! Ezek miatt sokszor kivezették a teremből és elnapolták a tárgyalásokat.

### Az ítélet
2016. május 30-án végre megszületett az ítélet; Habrét bűnösnek találták a fent említett bűnökben. Életfogytiglani börtönbüntetést kapott a Prison du Cap Manuel nevű börtönben. 2020. április 7-én Habré két hónap szabadságot kapott, de csak azért mert valahova el kellett különíteni a koronavírusos betegeket. Június 7-én azonban visszatért a börtönbe.

## Fordítás
- Ez a szócikk részben vagy egészben  a   Hissène Habré című angol Wikipédia-szócikk fordításán alapul.  Az eredeti cikk szerkesztőit annak laptörténete sorolja fel. Ez a jelzés csupán a megfogalmazás eredetét és a szerzői jogokat jelzi, nem szolgál a cikkben szereplő információk forrásmegjelöléseként.